# چول‌پارا (گوینوجک)
چول‌پارا (به ترکی استانبولی: Çulpara) یک منطقهٔ مسکونی در ترکیه است که در گوینوجک واقع شده‌است.